# اسلام آباد دهنو (مقاطعة تشرام)
اسلام‌آباد دهنو (بالفارسية: اسلام‌آباد دهنو) هي قرية تقع في قسم سرفارياب الريفي (مقاطعة تشرام) في إيران. يقدر عدد سكانها بـ 489 نسمة .